# Койва (железнодорожная станция)
Койва — посёлок при железнодорожной станции в Горнозаводском районе Пермского края России. Входит в состав Горнозаводского городского поселения.

## Географическое положение
Посёлок расположен в горной тайге Среднего Урала, находится в 11,2 км к северо-востоку от города Горнозаводск. Через посёлок проходит однопутная железнодорожная ветка Пермь — Нижний Тагил Горнозаводской железной дороги, станция Койва находится на отрезке Горнозаводск — Тёплая Гора.

## История посёлка
Посёлок Койва был основан между 1873 и 1878 годами во время время строительства Горнозаводской железной дороги при одноимённой станции, которая открылась в 1878 году в составе участка от Перми до Екатеринбурга. До 2010 года в посёлке работало предприятие ОАО «Волгоградский леспромхоз».

## Инфраструктура
В посёлке работают сельский клуб, детский дом (открыт в здании закрытой койвенской школы), фельдшерско-акушерский пункт, почтовое отделение и магазин смешанных товаров. Добраться до посёлка можно на электричке до станции Койва или на проходящем пригородном автобусе из Горнозаводска либо на личном автотранспорте.
Станция Койва

## Промышленность
Промышленных предприятий в посёлке нет. Большинство жителей трудоустроены на железной дороге, работают в местном детдоме и на предприятиях других населённых пунктов, а также ведут сельское хозяйство и занимаются лесозаготовками.

## Население
| 2010 |
| ---- |
| 302  |

## Топографические карты
- Лист карты O-40-57 Горнозаводск. Масштаб: 1 : 100 000. Состояние местности на 1980 год. Издание 1987 г.